# 东岳观镇
东岳观镇，是中华人民共和国湖南省张家界市慈利县下辖的一个乡镇级行政单位。

## 行政区划
东岳观镇下辖以下地区：
东市社区、天鹅池村、南家村、江西村、彩球村、银泉村、跑马村、板桥村、三岔村、凉水村、当风村、佛袈山村、阳风坪村、大岩村、风自洞村、分水村、北坪村、长冲村、新花村、广东村、三桥村、西边峪村、管家峪村、丁塔村、斗垭村和陡溪村。